# Російський добровольчий корпус
Російський доброво́льчий ко́рпус (РДК; рос. Русский добровольческий корпус) — підрозділ Головного управління розвідки Міністерства оборони України, сформований в серпні 2022 року з виходців із російського правого руху для захисту України під час повномасштабного вторгнення Росії.
Проводить бойові дії на Авдіївському напрямі, Запорожжі, Лиманському напрямі, Сватівському, так і на території Росії. Найбільша операція корпусу була розпочата 12 березня 2024 року на території Бєлгородської та Курської областей за підтримки інших російських підрозділів та ГУР МО для відведення частини російських резервів з території України на захист прикордонних областей. Командир підрозділу — Денис Євгенійович Нікітін (Капустін), позивний White Rex.

## Історія корпусу та рекрутинг в РДК
Як і в легіоні «Свобода Росії», відбір до корпусу відбувається, зокрема, серед полонених бійців ЗС РФ та інших формувань, що воюють на боці РФ (ПВК Вагнер), а також етнічних російських емігрантів, які живуть на території України або в інших європейських країнах і добровільно прибувають до України з метою стати до лав РДК. Кожен новоприбулий рекрут проходить обов'язкову перевірку на поліграфі, також із ним працює психолог для виявлення можливого агента. Якщо рекрут успішно проходить перевірку, він відправляється на Курс молодого бійця тривалістю в один місяць. Далі бійця відправляють в бойові групи залежно від того, в чому він себе добре показав. Якщо боєць себе проявляє, він стає повноцінним учасником Російського добровольчого корпусу, підписує контракт і стає рівноправним до військовослужбовця збройних сил України. У листопаді 2022 року «Громадянська рада», яка складається з громадських діячів з 9 російських регіонів, оголосила про відбір добровольців до лав національних підрозділів у складі ЗСУ, в тому числі РДК.
Улітку 2022 року РДК прикомандирували до 1-ї роти 98-го батальйону ТрО «Азов» на запорізько-донецькому напрямку.
24 січня 2023 року бійці РДК у складі спецпідрозділу ГУР МО України взяли участь у нічному рейді на берег Нової Каховки, у ході якого було знищено щонайменше 12 російських окупантів, БТР-82А та був захоплений один полонений. Виконавши завдання, група повернулась на правий берег Дніпра. Завдяки цьому рейду розвідка отримала вичерпні дані щодо кількості, складу та місць розташування ворожих резервів.
Частина складу РДК входила до військового гарнізону на острові Зміїний, де бійці підрозділу були зняті в сюжеті CNN. За непідтвердженою інформацією, в розпорядженні РДК є принаймні одна установка HIMARS, про що свідчить відеозапис, опублікований на офіційному каналі підрозділу.

### Рейди на Стародубщину
2 березня 2023 року відбувся рейд РДК у прикордонні села Стародубщини — Любечани та Сушани, згодом стало відомо про підрив вантажівки на міні та щонайменше шістьох поранених російських військових.
6 квітня 2023 року відбувся другий рейд РДК у село Случовськ.

### Рейди на Білгородщину
22 травня 2023 року було оголошено про збройне вторгнення на територію Бєлгородської області РФ разом з Легіоном «Свобода Росії». У ГУР України підтвердили, що Легіон «Свобода Росії» та «РДК» проводять операцію на території Бєлгородської області, з метою створення «смуги безпеки» для захисту цивільних українців.
Операцію здійснюють суто росіяни.
Раніше легіон «Свобода Росії» заявив, що разом із «РДК» вони захопили село Козинка у Бєлгородській області, а до Грайворона зайшли передові загони. Російська місцева влада говорила про проникнення української ДРГ на територію Грайворонського району та бойові дії.

24 серпня 2023 року представники РДК запропонували залишкам ПВК «Вагнер» стати на бік України та помститися за вбивство їх керівництва.
Якщо ви не скоювали воєнних злочинів на території України, то ми пропонуємо вам вступити до наших лав і спочатку завершити цю кровопролитну м'ясорубку, так звану «СВО», а потім знову вирушити маршем на Москву, але цього разу не зупинятися за 200 кілометрів від МКАДу, а дійти до кінця!
9 листопада 2023 диверсійно-розвідувальна група РДК успішно провела засідку на транспорт противника у Брянській області. За повідомленнями ЗМІ, було ліквідовано підполковника ФСБ РФ Сергія Шатого, що обіймав посаду заступника керівника відділу матеріально-технічного забезпечення.

### Бої за Авдіївку
31 жовтня 2023 року у ході штурмових дій лінії укріплень противника в районі Авдіївського коксохімічного заводу I штурмовим взводом РДК було взято в полон військовослужбовця МО РФ.

### Взяття с. Тьоткіно
12 березня 2024 року відбулись бої за село Тьоткіно в Глушковському районі Курської області Росії. Село перейшло під контроль штурмового взводу РДК. В ГУР заявили, що ці угруповання діяли на території РФ автономно, як самостійні структури, виконуючи власні завдання.
13 березня 2024 року російські війська ще раз зазнали втрат від бійців РДК, також повідомлялося, що внаслідок атак на Бєлгородську область у регіоні залишилося без світла понад 45 тисяч місцевих жителів.
16 березня 2024 Денис Нікітін показав відеозвернення з захопленими в полон до РДК 25 російськими строковиками.

### Бої в Харківській області
13 травня 2024 року РДК взяло участь в відбитті російського наступу на околицях Вовчанська Харківської області.
25 вересня 2024 року бійці РДК брали участь у звільненні агрегатного заводу у Вовчанську разом з представниками ГУР.

## Особи
- Нікітін (Капустін) Денис Євгенійович (White Rex) — командир підрозділу[36].
- Богданов Ілля Олександрович — український військовослужбовець, письменник, блогер, колишній офіцер Федеральної прикордонної служби ФСБ РФ, який під час російського вторгнення в Україну перейшов на бік України.
- Канахін Кирило Миколайович — російський актор та викладач йоги. Знімався в фільмі «Ніхто не знає про секс» та телесеріалі Глухар[37].
- Льовкін Олексій Сергійович («Молоток») — російський музикант, засновник NSBM гурту M8L8TH.
- Володимир («Кардинал») — заступник командира РДК з політичної роботи та головний ідеолог підрозділу.
- Олексій Огурцов («Освальд Лемох») —доброволець РДК,один з перших бійців РДК, російський націоналіст
- Дмитро («Хант») —доброволець з території РФ, штурмовик, колишній боєць спецпідрозділу Кракен
- Михаїл («Физрук») —боєць РДК, кулеметник, колишній військовослужбовець ГРУ ЗС РФ, контрактник, брав участь у російській інтервенції в Сирію.

## Знаки розрізнення РДК
РДК використовує прапор України, талісман організації 1930-х років «Біла ідея» та нарукавний знак Російської визвольної армії (РОА). Також підрозділ використовує прапор марківців, який був переданий їм у спадок від ВО «Русский Доброволец» (чорно-білий Андріївський прапор). Російський добровольчий корпус використовує і власний прапор: стилізовану Ларіонівську спайку на темно-синьому тлі. Вона є прапором корпусу з моменту його створення.

## Обряди корпусу
Після втрати бійцем життя на полі бою представники підрозділу закопують його ніж під дубом.
Чорний значок бійця (номерний) отримується після виконання першого бойового завдання.

## Відома нині структура корпусу
- 1-й штурмовий взвод.
- 2-й штурмовий взвод.
- 1-а рота БПЛА.
- Розвідувальна група.
- Мінометний взвод (командир Олексій Льовкін).
- Бронетанкова група РДК (командир Павло Кузнєцов «Могила»).
- Вільно-козачий загін Російського добровольчого корпусу (рос. Вольно-казачий отряд Русского добровольческого корпуса).
- Карельський національний батальйон (рос. Карельский национальный батальон).

## Втрати
- Данило Мазник («Шайба») — 3 червня 2023[40]
- Василь Волгін («Рубін») — 8 вересня 2022[41]
- «Балтика» — немає інформації[42]
- «Бритва» — 30 жовтня 2023, Авдіївський напрямок[43]
- Дмитро — «Стрём»-20 квітня 2023[44]
- «Алтай» — лютого 2023[45]
- «Ганс» — 15 лютого 2024[46]
- «Вольф» — немає інформації https://t.me/russvolcorps/954
- «Толян» — немає інформації https://t.me/russvolcorps/956
- «Башмак» — немає інформації https://t.me/russvolcorps/955
- «Євж» — немає інформації https://t.me/russvolcorps/1008
- Андрій («Крест») — під час звільнення Вовчанського агрегатного заводуhttps://t.me/russvolcorps/1136
- Андрій («Кос») — під час звільнення Вовчанського агрегатного заводу https://t.me/russvolcorps/1135
- Даниїл («Крюгер») — під час звільнення Вовчанського агрегатного заводу https://t.me/russvolcorps/1134
- Антон Зирянов («Турист») — співзасновник РДК, командир розвідувальної групи РДК, під час близького стрілецького боюhttps://t.me/russvolcorps/1252
- «Трицак» — немає інформації https://t.me/russvolcorps/1253
- «Хабара» — під час боїв на Куп'янському напрямку https://t.me/russvolcorps/1341
- «Милош» — під час боїв на Куп'янському напрямку https://t.me/russvolcorps/1347
- «Гослинг» — під час боїв на Куп'янському напрямку https://t.me/russvolcorps/1343
- «Ямал» — під час боїв на Куп'янському напрямку https://t.me/russvolcorps/1342
- «Перс» Павлов Михаїл Вікторович (колишній боєць «Шторм Z», доброволець РДК) — під час боїв на Куп'янському напрямкуhttps://t.me/russvolcorps/1344
- «Шов» — під час боїв на Куп'янському напрямку https://t.me/russvolcorps/1348
- «Тень» — під час боїв на Куп'янському напрямку https://t.me/russvolcorps/1346

## Фото

Галерея бійців корпусу
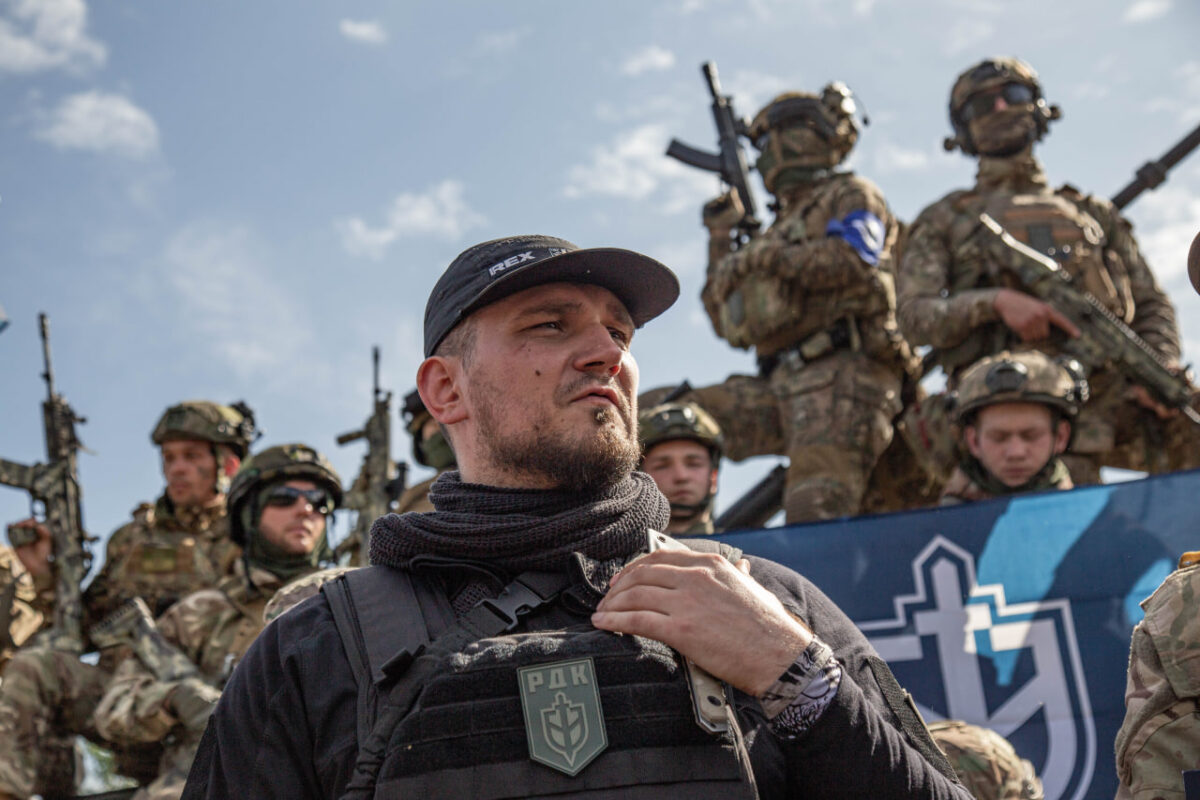
Командир РДК Денис «White Rex»
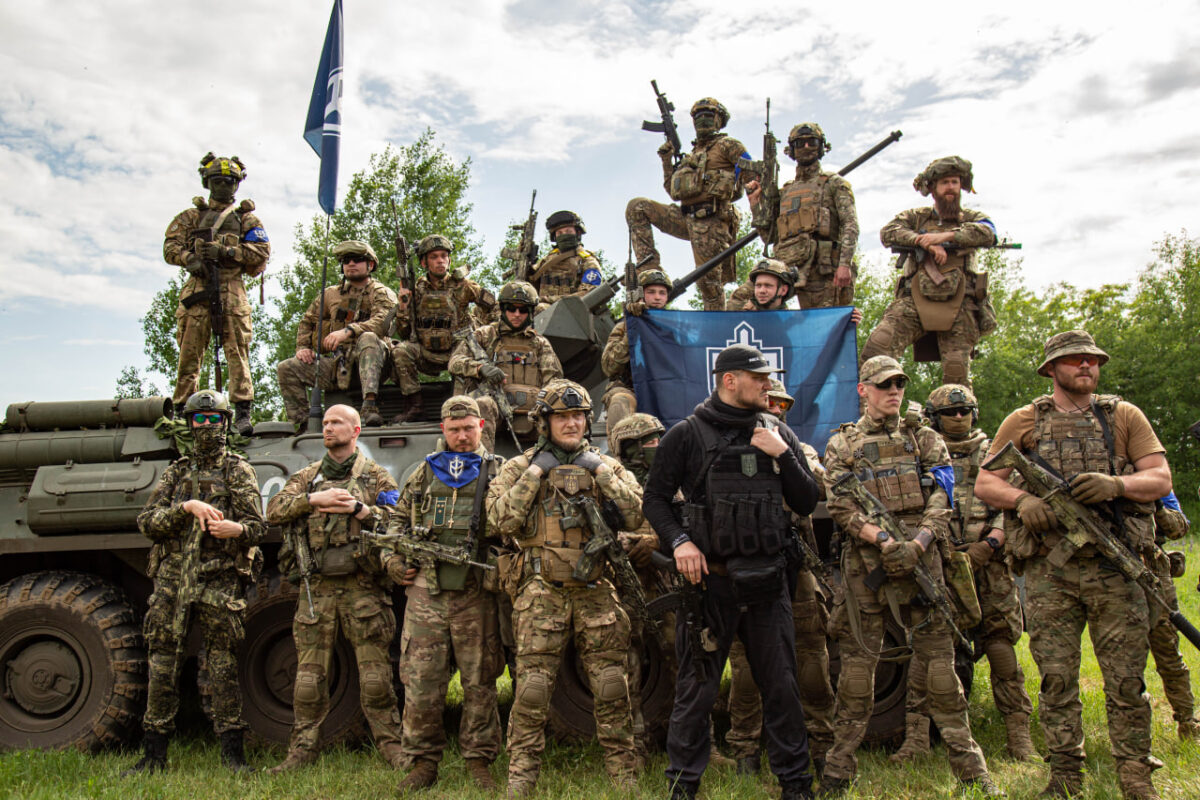
Деякі учасники корпусу. У центрі – Денис «White Rex» командир Російського добровольчого корпусу
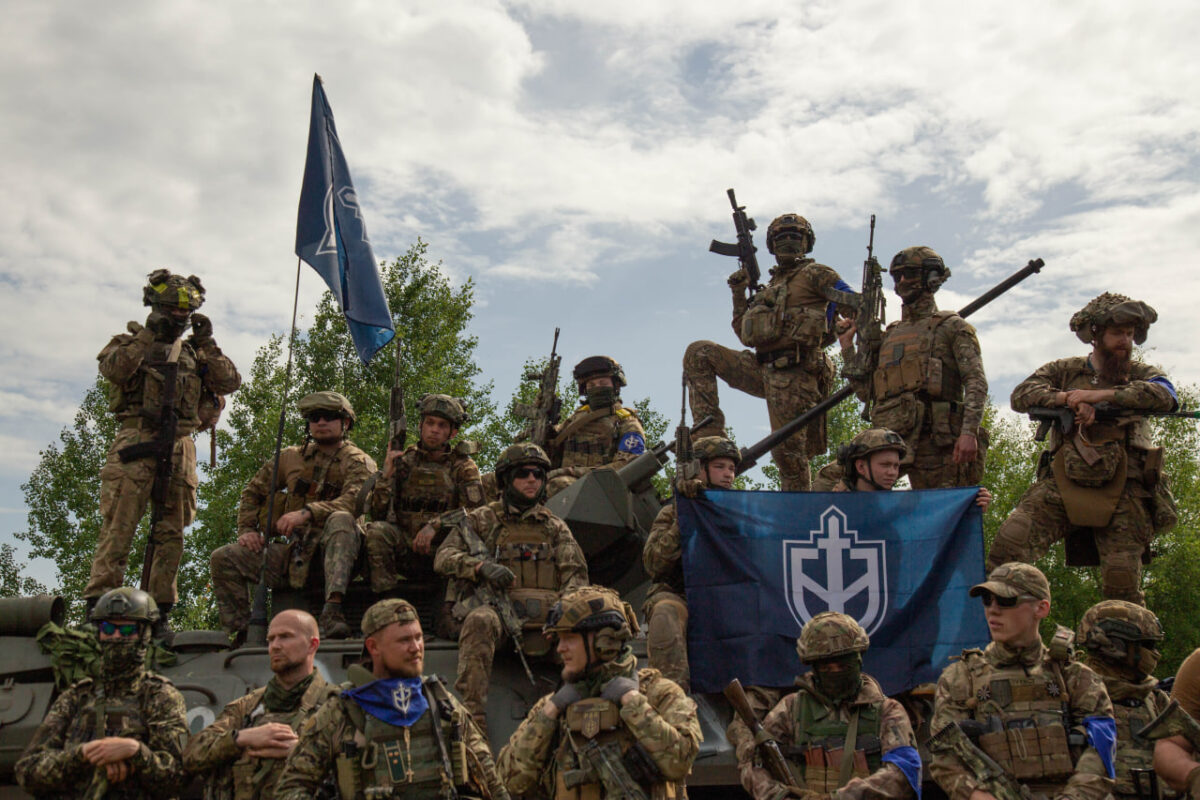
Учасники Російського добровольчого корпусу з трофейним російським бронетранспортером БТР-82А
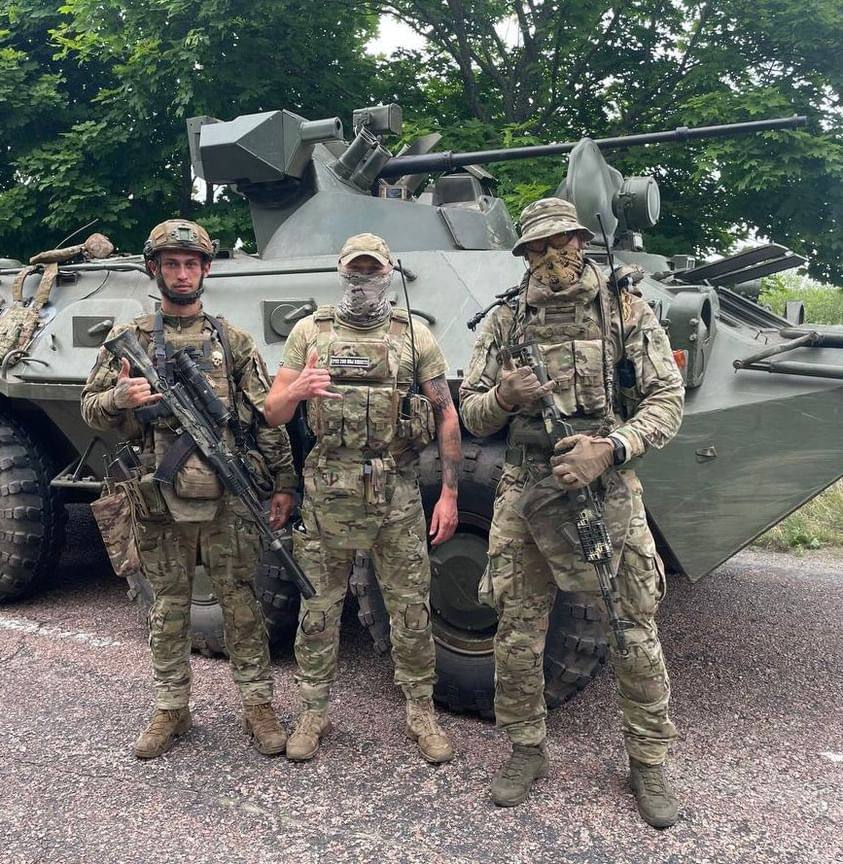
Колишні бійці пвк Вагнер та Шторм Z в рядах РДК поруч з трофейним БТР-82А
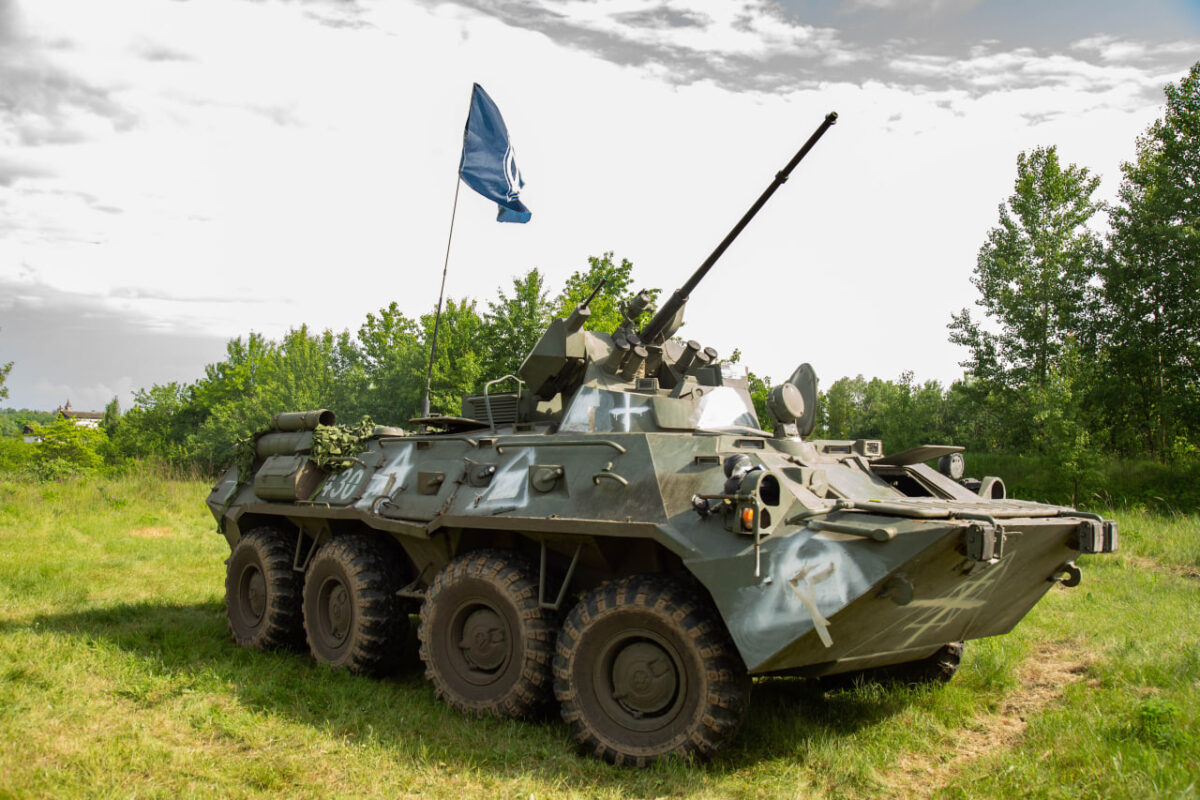
Один з двох трофейних бронетранспортерів БТР-82А
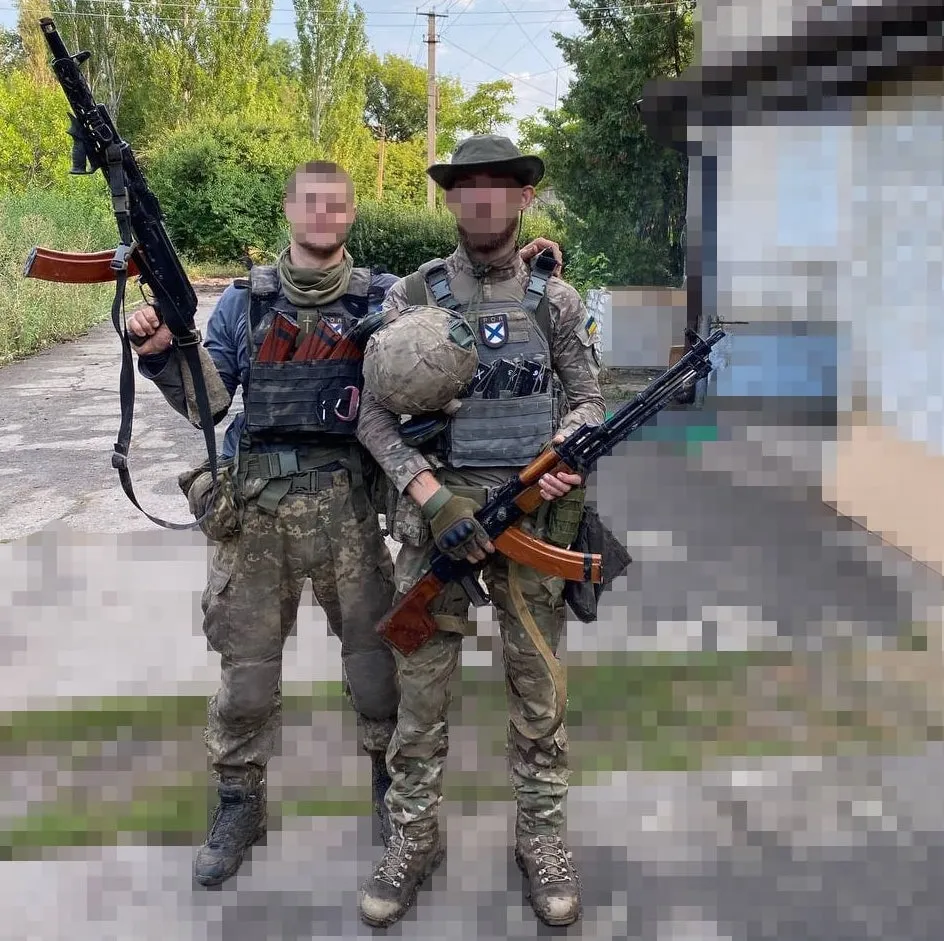
Бійці корпусу на Донеччині